# Diritto romeno
Il diritto romeno costituisce l'ordinamento giuridico di civil law in vigore in Romania.

## Fonti del diritto

### Costituzione
L'articolo 1, comma 5, della Costituzione prevede che “[…] è obbligatoria l'osservanza della Costituzione, del suo primato e delle leggi”.

### Integrazione euro-atlantica
La revisione costituzionale del 2003 ha introdotto il titolo VI relativo all'integrazione euro-atlantica.

#### Diritto dell'Unione europea
La partecipazione della Romania all'Unione europea è sancita dall'articolo 148 della Costituzione. L'articolo 148, paragrafo 1, prevede il trasferimento di determinate competenze all'Unione, nonché l'esercizio congiunto di altre competenze. L'articolo esclude l'uso del referendum che viene citato dall'articolo 90 della Costituzione.
Il comma 2 dell'articolo 148 riconosce la preminenza del diritto dell'Unione europea sul diritto interno. Tuttavia, la Corte costituzionale riconosce la superiorità della Costituzione rispetto al diritto dell'Unione europea e agli altri trattati.

#### Partecipazione alla NATO
L'articolo 149 stabilisce che la Romania partecipa all'Organizzazione del Trattato Nord Atlantico. L'articolo stabilisce che il trattato deve essere ratificato dai due terzi delle camere riunite del Parlamento.

### Trattati internazionali
L'articolo 11 della Costituzione riguarda i rapporti tra diritto internazionale e diritto interno. I trattati ratificati dal Parlamento fanno parte del diritto interno rumeno, tuttavia possono essere ratificati solo se conformi alla Costituzione. In caso contrario, la Costituzione dovrà essere preventivamente rivista. La Costituzione prevede che i trattati internazionali siano di rilievo inferiore alla Costituzione nel diritto interno rumeno.
Tuttavia, la Costituzione prevede un'eccezione a ciò, l'eccezione riguarda i trattati e le convenzioni internazionali sui diritti umani. Pertanto, l'articolo 20, paragrafo 1 prevede che "le disposizioni costituzionali relative ai diritti e alle libertà dei cittadini devono essere interpretate e applicate in conformità con la Dichiarazione universale dei diritti dell'uomo, con i patti e altri trattati di cui la Romania è parte". L'articolo 20, paragrafo 2 prevede che "in caso di discrepanza tra patti e trattati sui diritti umani fondamentali di cui la Romania è parte, prevalgono le norme internazionali, salvo il caso di disposizioni più favorevoli previste dalla Costituzione o dalle leggi interne"..

### Legislazione
L'articolo 67 della Costituzione prevede che l'adozione delle leggi, delle deliberazioni e delle mozioni rientri nella competenza della Camera dei deputati e del Senato quando sia presente la maggioranza dei loro componenti..
Le categorie di leggi si suddividono in leggi costituzionali, organiche e ordinarie.

### Giurisprudenza
L'ordinamento giuridico rumeno, come altri ordinamenti di civil law, non riconosce la giurisprudenza come fonte di diritto con la notevole eccezione della giurisprudenza costituzionale. Quando un tribunale si trova di fronte a una legge apparentemente incostituzionale, deve sospendere la sentenza mentre la Corte costituzionale sarà chiamata a giudicare la legittimità. Quando la legge in questione viene effettivamente dichiarata incostituzionale, viene automaticamente abrogata (in tutto o in parte) e le giurisdizioni di grado inferiore non possono più applicarla..
Inoltre, le decisioni della più alta corte rumena, l'Alta corte di cassazione e giustizia, vincolano le corti inferiori.